# Сідней
Сідней (англ. Sydney) — друге за розміром місто Австралії після Мельбурна, населення якого на 2021 рік становило 4 698 656 мешканців. Населення Сіднея багатонаціональне й космополітичне, мешканці називаються англ. Sydneysiders.
Сідней є столицею штату Новий Південний Уельс. Місто було засноване в 1788 р. Артуром Філіпом, який прибув сюди на чолі Першого флоту, і було місцем заснування першого колоніального європейського поселення в Австралії.
Місто побудоване на пагорбах, які оточують Порт-Джексон, відоміший як Гавань Сіднея, де виділяються знаменита будівля Сіднейського оперного театру і міст Гарбор-Брідж. Внутрішні райони столичної агломерації оточені національними парками (серед яких національний парк Сіднейської гавані, Лейн-Коув), а прибережні райони мають багато заток, річок і пляжів, у тому числі знаменитий пляж Bondi Beach. У місті багато відомих парків і садів, у тому числі Гайд-парк і Парк Століття, Королівський ботанічний сад, Австралійський ботанічний сад Маунт-Аннан і Китайський сад дружби.
За результатами опитування, яке провів журнал Forbes серед фахівців у 2010 році, Сідней потрапив до дванадцятки найкрасивіших міст світу.
Сідней входить до першої десятки глобальних міст. У 2010 році в Сіднеї посів 7-ме в Азії і 28-ме у світі за економічними інноваціями в рейтингу Innovation Cities Top 100 Index інноваційного агентства 2thinknow . Сідней також входить в число 10 найзручніших для життя міст у світі за рейтингом компаній Mercer, The Economist і Monocle і вважається однією з головних столиць моди у світі. Місто було місцем проведення великих міжнародних спортивних заходів, у тому числі в 1938 році Ігор Співдружності і Літніх Олімпійських ігор 2000 року. Основні транспортні ворота міста це, передусім, аеропорт Сіднея і порт Сіднея.

## Історія
Сучасні дослідження, засновані на радіоізотопному аналізі, свідчать, що корінні жителі Австралії вперше прийшли в місцевість, на території якої зараз розташовується Сідней, приблизно 30 000 років тому. Аборигени, які заселили цю місцевість, належали до групи кадігал. До приходу сюди європейців їм належала територія, розташована на південь від затоки Порт-Джексон, де в наш час розташовуються центральні райони міста. Хоча точна кількість аборигенів, які проживали в цій місцевості до приходу європейців, назвати досить важко, вважається, що їх було 4000—8000 осіб.
У 1770 році Джеймс Кук під час своєї першої експедиції висадився на півострові Карнелл у затоці Ботані Бей. Він провів тут вісім днів, обстежуючи й наносячи на карту ці місця. По прибуттю в Англію завдяки саме його позитивним відгукам про цю місцевість було ухвалено рішення спрямувати сюди поселенців для того, аби заснувати нову колонію. Перший флот з 11 кораблів прибув сюди у січні 1788 року на чолі з капітаном Артуром Філіпом. При ретельнішому обстеженні берегів Ботані Бей це місце було визнано непридатним для заснування нової колонії. Капітан Філліп послав кілька партій на пошуки відповідного місця, і незабаром було виявлено затоку, яка отримала пізніше назву Порт-Джексон. У одній із бухт цієї затоки й було вирішено заснувати нове поселення. Спочатку передбачалося назвати нову колонію Альбіон, однак в останній момент Філліп вирішив назвати її на честь Лорда Сіднея, який був у той час секретарем Великої Британії у справах колоній.
За Першим флотом незабаром пішов Другий, а потім і Третій. За своєю суттю, вони нічим не відрізнялися від Першого, тому що основною метою цих експедицій було так само як і в першому випадку транспортування засуджених та ув'язнених з британських в'язниць до новоствореної колонії. Сідней тривалий час залишався основним місцем заслання ув'язнених з Великої Британії. Попри те, що починаючи з 1815 році, після закінчення наполеонівських війн, вільна імміграція почала набирати обертів, у 1820 році приблизно 40 % населення становили в'язні.
У 1789 році французький мореплавець Лаперуз відвідав Ботані Бей, і незабаром після цього серед аборигенів, які населяли місцевість, безпосередньо прилеглу до Сіднею, вибухнула найсильніша епідемія натуральної віспи, внаслідок якої тисячі аборигенів загинули.
У 1808 році і Сіднеї відбувся так званий Ромовий бунт. Він був викликаний спробою губернатора Нового Південного Уельсу Вільяма Блая, який прославився як один з основних учасників подій, пов'язаних з початком заколоту на кораблі «Баунті», перервати монополію офіцерів корпусу Нового Південного Уельсу на спиртне. Користуючись безмежною владою в колонії, офіцери перетворили жителів практично на рабів, використовуючи спиртне замість грошей при розрахунках за товари та послуги. Після довгих дебатів та переговорів протистояння перейшло у відкриту конфронтацію, яка призвела до арешту і зміщення з посади губернатора Блая. Цей заколот став єдиним прикладом успішного збройного захоплення влади в Австралії. Після прибуття до Сіднея нових військових контингентів корпус був розформований, офіцери, які брали участь у бунті, були покарані. Однак і губернатор Блай був зміщений зі своєї посади й замінений на ліберальнішого Лаклана Маккуорі.
Сідней розташований на південно-східному узбережжі Австралії. Свою назву перше поселення колоністів отримало при заснуванні на честь лорда Сіднея — тодішнього британського міністра колоній. Поселення будувалося на березі красивої круглої маленької бухти Сіднея (англ. Sydney cove), розташованої в середній частині протяжної бухти Сідней-Гарбор — південного відгалуження затоки (гавані) Порт-Джексон, відокремленої вузькою протокою (~ 1км) від Тасманового моря. Надалі місто будувалось на південь від бухти Сідней-Гарбор (вона завдовжки до 20 км, завширшки 1–3 км і глибині до 50 м), а потім і навколо неї. Це стало причиною того, що Сідней часто називають «Місто біля бухти» (англ. The Harbour City).
З часом міські будівлі повністю охопили затоку Порт-Джексон, яка містить три бухти — Сідней-Гарбор, Середню бухту (англ. Middle Harbour) і Північну бухту (англ. North Harbour). Нині Сідней ще більше розрісся й охоплює розташовану на південь Ботанічну затоку Тасманового моря, на північному березі якої розташований Міжнародний аеропорт Сіднея.
Місто Сідней відоме своїм оперним театром, мостом Гарбор-Брідж і своїми пляжами. Житлові квартали великого Сіднея оточені національними парками. Берегова лінія (як зовнішня «морська», так і внутрішньоміська) украй порізана. Вона рясніє численними затоками, бухтами, островами і пляжами.
Відповідно до класифікації університету Лоуборо 1999 року місто належить до категорії міст бета-класу.
Сідней був місцем проведення численних міжнародних політичних та спортивних заходів, таких як Ігри Британської імперії 1938, Олімпійські ігри 2000, Кубок світу з регбі 2003. У вересні 2007 року в Сіднеї відбулася зустріч лідерів країн АТЕС, у липні 2008 року тут пройшов Міжнародний день молоді 2008.
Сідней вважається одним із найбільш багатокультурних і багатонаціональних міст світу, оскільки місто є основним місцем проживання австралійських іммігрантів.
Відповідно до дослідження Мерсер, Сідней посідає перше місце в Австралії за вартістю життя та 15 місце у світі за цим показником.

## Географія

### Топографія

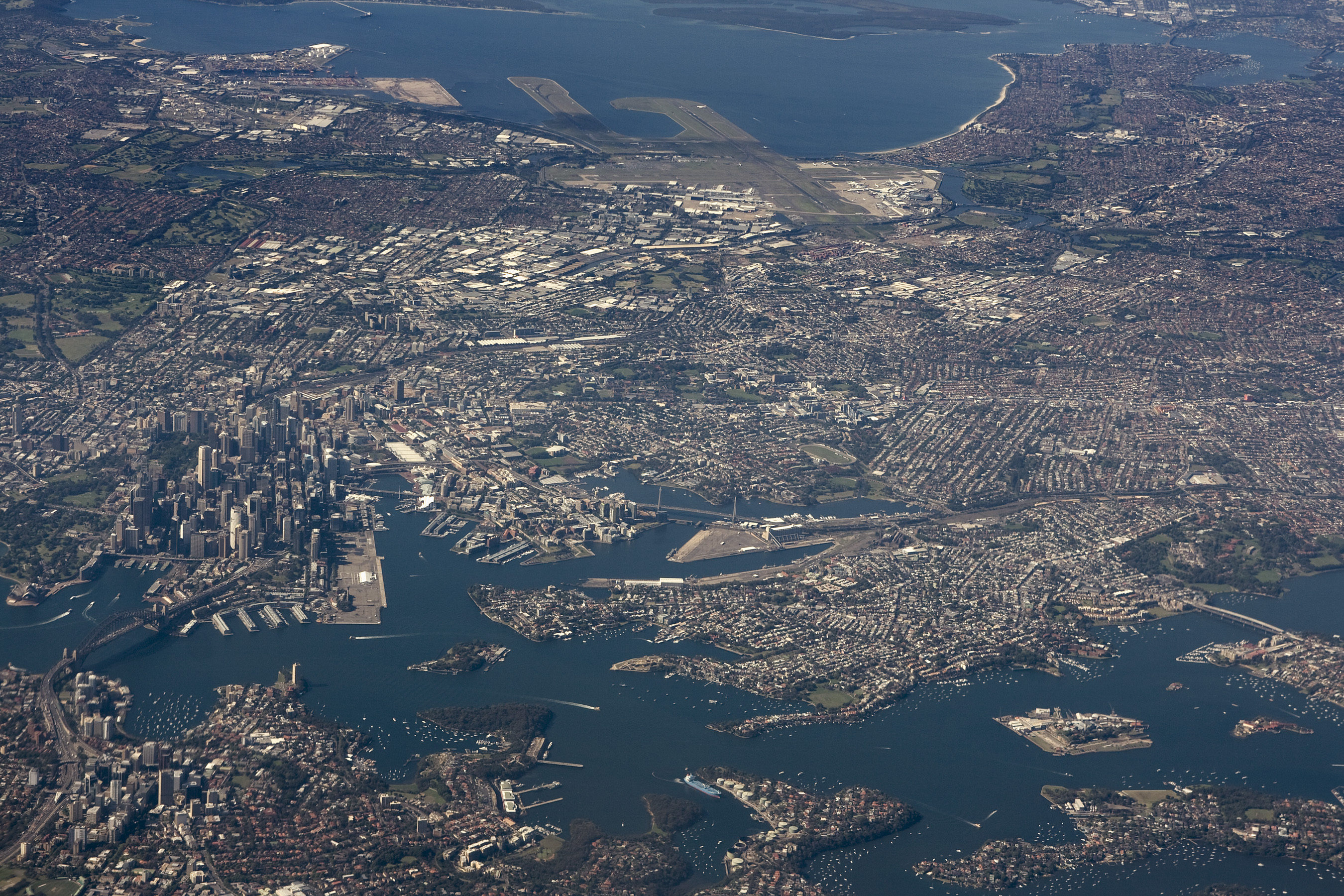
Сідней з висоти пташиного польоту

Міські райони Сіднея розташовуються в прибережній долині, яка обмежена зі сходу Тихим океаном, Блакитними горами із заходу, річкою Гоксбері на півночі та Королівським національним парком на півдні. Берегова лінія порізана численними затоками і бухтами, які утворилися внаслідок того, що в міру потепління клімату наприкінці льодовикового періоду і підняття рівня Світового океану, вода затопила прибережні річкові долини та ущелини невисоких гір. Затока Порт-Джексон, яка містить у собі Сіднейську бухту Сідней-Харбор, являє собою саме таку ріа і є найбільшою природною бухтою у світі. На території житлових районів міста налічується приблизно 70 невеликих заток і пляжів, включаючи знаменитий Бонді-Біч. Площа житлових районів міста становила на 2001 1687 км². Однак Бюро статистики Сіднея використовує у своїх підрахунках набагато більшу площу, включаючи Блакитні гори, Центральний берегової район і прилеглі до міста національні парки. Таким чином, загальна площа великого Сіднея становить 12 145 км².
Географічно Сідней знаходиться між двома регіонами: рівниною Камберленд, відносно плоскою місцевістю на південь і захід від затоки та плато Горнсбі, розташованої на північ від міста. Найстаріші історичні райони міста розташовані на південному березі затоки Порт Джексон. Північне узбережжя почало розвиватися значно пізніше через свій більш гористий рельєф і відсутність простого доступу сюди на початковому періоді розвитку міста. Основне сполучення з північним берегом Сідней-Гарбор і віддаленими пунктами затоки Порт Джексон тоді велося (і зараз триває) поромами з центральної пристані, іменованої «Кругова Пристань» — Секьюле-Кі (англ. Circular Quay), розташованої на березі історичної Сіднейської бухти. Ситуація різко змінилася після 1932 року, коли було завершено будівництво мосту Гарбор-Брідж.

### Клімат

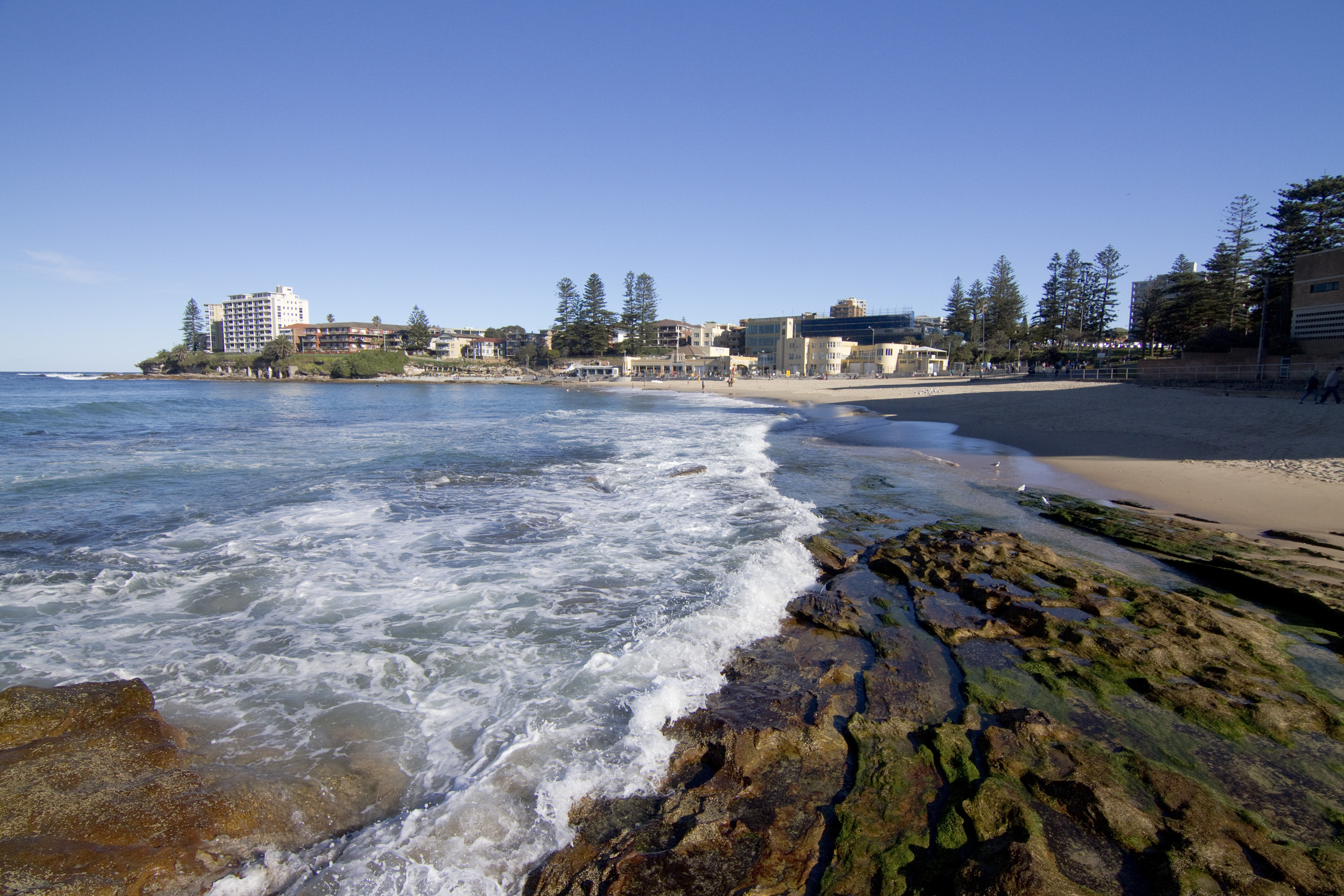
Пляж у передмісті Кроналла

Сідней розташований у зоні субтропічного океанічного клімату з характерними для нього теплим літом і прохолодною зимою. Кількість опадів, які випадають у місті, розподіляється протягом року з перевагою в зимові місяці. У районах міста, безпосередньо прилеглих до океану, клімат є рівнішим, проте у західних районах міста, розташованих більш глибоко в континентальній Австралії, часто спостерігаються більш екстремальні сплески температур. Найтеплішим місяцем є січень зі середньою температурою повітря 16,6—25,8 °C і середньою кількістю днів з температурою повітря більше 30 °C — 14,6. Абсолютний рекорд температури був зафіксований 14 січня 1939 року, коли температура повітря становила 45,3 °C. Зимова температура рідко опускається нижче 5 °C у прибережних районах. Найхолоднішим місяцем є липень зі середньоденною температурою 8—16,2 °C. Рекордно низька температура була зафіксована в Сіднеї — 2,1 °C. Опади розподілені протягом року більш-менш рівномірно з деякою перевагою в перші місяці року, коли погоду в місті визначають східні вітри. Середньорічна кількість опадів у Сіднеї становить 1217 мм, середня кількість дощових днів у році — 138. Снігопад був зафіксований в центральній частині міста в останній раз в 1836 році. Однак, що випала в місті в 2008 році сніжна крупа, яка іноді помилково береться за сніг, змушує думати, що явище 1836 року могло носити той же характер і не було снігом.
Хоча Сідней не сильно схильний до впливу циклонів, Ель-Ніньйо відіграє велику роль у формуванні клімату міста. У залежності від фази це явище може стати, з одного боку, причиною посух і лісових пожеж, з іншого, провокує шторми та повені. Багато міських районів, які розташовані у безпосередній близькості від лісу і буша, наражаються на пряму небезпеку лісових пожеж. Особливо сильні пожежі поблизу міста спостерігалися у 1994 році, а також у 2001—2002 роках. Особливо пожежонебезпечними сезонами є весна і літо. У місті досить часто спостерігається сильний град і штормові вітри. Один з найсильніших градів випав на території міста у 1999 році. Він завдав значної шкоди центральним і східним районам Сіднея. Під час цього шторму окремі крижини, що падали з неба, досягали розмірів приблизно 9 сантиметрів у діаметрі. Це призвело до руйнувань, що оцінюється страховими компаніями приблизно у A$ 1,7 мільярда.
Сідней схильний до повеней, які виникають внаслідок рясних дощів, що випадають в місті в основному узимку та навесні. Рясні опади у цей період, у свою чергу, викликані проходженням над територіями східної Австралії області низького тиску. Крім рясних опадів, погода у цей період характеризується сильними вітрами і частими штормами на морі. Найпотужніша повінь трапилася у Сіднеї 6 серпня 1986 року, коли на місто протягом 24 годин випало 327,6 мм опадів. Ця повінь призвела до паралічу транспорту у деяких частинах міста, а також завдало шкоди багатьом будівлям.
За даними Австралійського метеорологічного бюро період між 2002 і 2005 роками характеризувався найспекотнішими літніми місяцями з моменту початку спостережень у 1859 році. У 2004 році середній максимум денних температур становив 23,39 °C, 2005 році — 23,35 °C, 2002 році — 22,91 °C, 2003 році — 22,65 °C. У період між 1859 і 2004 роком середній денний максимум температур становив 21,6 °C. Починаючи з листопада 2003 року, в Сіднеї було лише два місяці, коли середня максимальна денна температура була нижче середньої за період: березень 2005 року (температура нижче середньої на 1 °C) і червень 2006 року (0,7 °C). Однак згідно з даними Бюро, літо 2007 — 2008 року було одним з найхолодніших за всю історію спостережень. Згідно з цими даними літо 2009 року було найхолоднішим за 11 років, а також самим дощовим за 6 років. Це було всього третє літо за всю історію, коли денна температура не піднімалася вище 31 °C.
| Клімат Сіднея           | Клімат Сіднея | Клімат Сіднея | Клімат Сіднея | Клімат Сіднея | Клімат Сіднея | Клімат Сіднея | Клімат Сіднея | Клімат Сіднея | Клімат Сіднея | Клімат Сіднея | Клімат Сіднея | Клімат Сіднея | Клімат Сіднея |
| Показник                | Січ.          | Лют.          | Бер.          | Квіт.         | Трав.         | Черв.         | Лип.          | Серп.         | Вер.          | Жовт.         | Лист.         | Груд.         | Рік           |
| Абсолютний максимум, °C | 45,8          | 42,1          | 39,8          | 33,9          | 30,0          | 26,9          | 25,9          | 31,3          | 34,6          | 38,2          | 41,8          | 42,2          | 45,8          |
| Середній максимум, °C   | 25,9          | 25,8          | 24,8          | 22,4          | 19,5          | 17,0          | 16,3          | 17,8          | 20,0          | 22,1          | 23,6          | 25,2          | 21,7          |
| Середній мінімум, °C    | 18,7          | 18,8          | 17,6          | 14,7          | 11,6          | 9,3           | 8,1           | 9,0           | 11,1          | 13,6          | 15,6          | 17,5          | 13,8          |
| Абсолютний мінімум, °C  | 10,6          | 9,6           | 9,3           | 7,0           | 4,4           | 2,1           | 2,2           | 2,7           | 4,9           | 5,7           | 7,7           | 9,1           | 2,1           |
| Температура води, °C    | 24            | 24            | 24            | 23            | 21            | 20            | 19            | 19            | 19            | 19            | 21            | 22            | 21            |
| Норма опадів, мм        | 101.6         | 117.6         | 129.2         | 128.6         | 119.9         | 131.9         | 97.4          | 80.7          | 68.3          | 76.9          | 83.9          | 77.6          | 1213.5        |
| ----------------------- | ------------- | ------------- | ------------- | ------------- | ------------- | ------------- | ------------- | ------------- | ------------- | ------------- | ------------- | ------------- | ------------- |
| Джерело:                |               |               |               |               |               |               |               |               |               |               |               |               |               |

## Демографія
Сідней є найгустонаселенішим містом Австралії, а також Океанії. У 2006 році, згідно з переписом населення, жителями Сіднея оголосили себе 4 119 190 чоловік, це близько однієї п'ятої (19,38 %) загальної чисельності населення Австралії. Сідней також має найбільшу частку (60,3 %) населення, яке народилося за кордоном, у порівнянні з усіма іншими основними міськими районами в Австралії.

### Населення і його приріст
| Сідней приріст населення за роками | Сідней приріст населення за роками | Сідней приріст населення за роками |
| ---------------------------------- | ---------------------------------- | ---------------------------------- |
| 1800                               | 3,000                              |                                    |
| 1820                               | 12,000                             |                                    |
| 1851                               | 39,000                             |                                    |
| 1871                               | 200,000                            | (часи золотої лихоманки)           |
| 1901                               | 500,000                            |                                    |
| 1925                               | 1,000,000                          |                                    |
| 1962                               | 2,000,000                          |                                    |
| 2001                               | 3,366,542                          |                                    |
| 2006                               | 4,119,190                          |                                    |
| 2008                               | 4,399,722                          |                                    |
| 2014                               | 4,840,600                          |                                    |
| 2050                               | 5,100,000                          | (прогнозована перспектива)         |

З 4 119 190 мешканців Сіднея лише 3 641 422 мешкає в саме в місті, решту в передмістях. 15,2 % жителів Сіднея мають щонайменше освітній ступінь бакалавра.
Вікова структура:
- 0-14 років: 19,2 %
- 15-64 років: 71,8 %
- 65 років і старші: 12 (оцінка 2009)

Середній вік:
- Разом: 34 роки
- Чоловіки: 32,6 року
- Жінки: 35,8 років (2009 рік)

Очікувана тривалість життя при народженні
- Загальна: 79,6 років
- Чоловіки: 77,5 років
- Жінки: 82.1 років

### Етнічні особливості

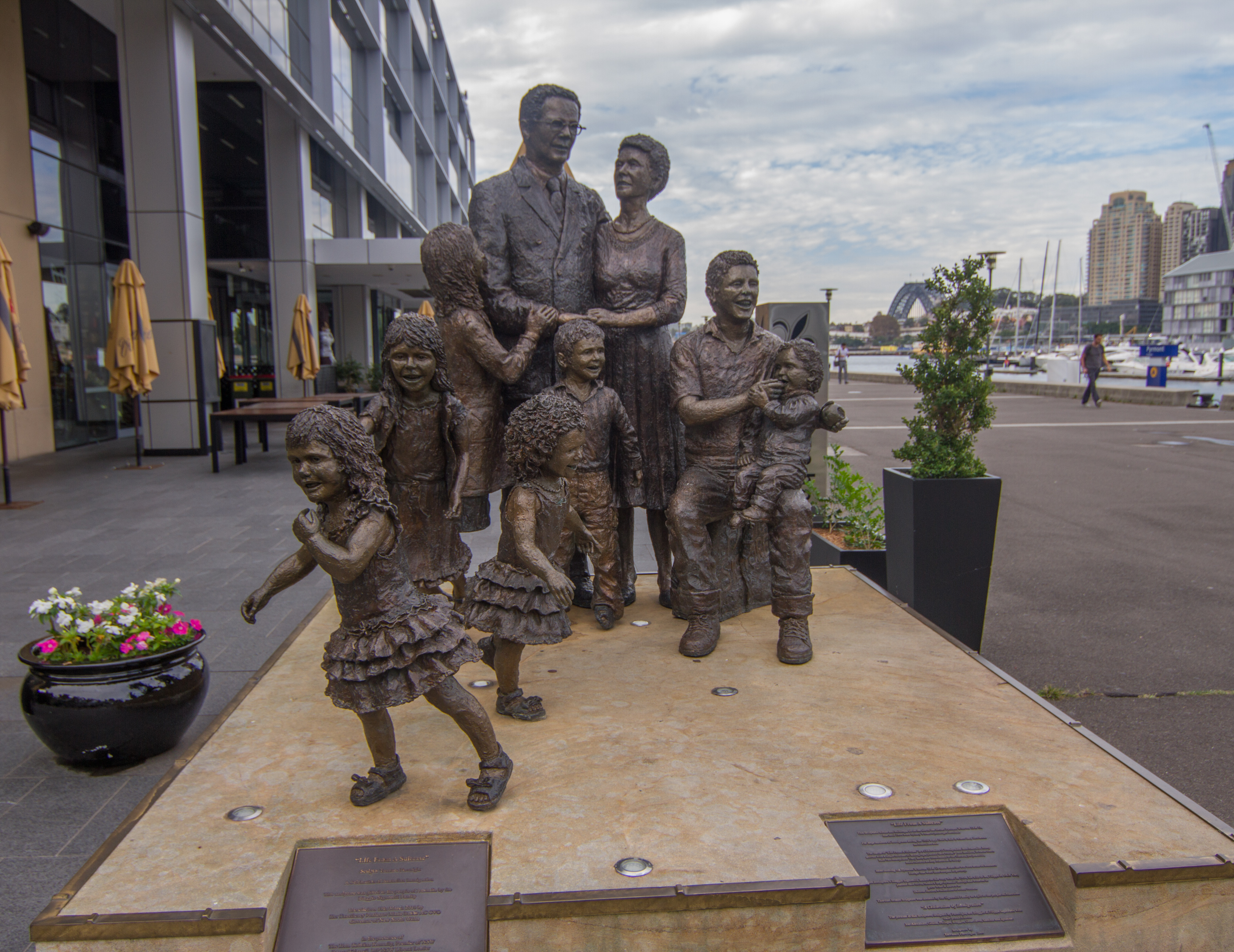
Пам'ятник «Життя з чемодану» присвячений мігрантам до Австралії

За переписом населення 2006 р., містяни відносили себе до таких етнічних груп: австралійці (23,6 % усіх відповідей), англійці (19,7 %), ірландці (6,3 %), китайці (5,7 %), шотландці (4,7 %), італійці (3,4 %), ліванці (2,5 %) і греки (2,1 %)
Серед вихідців-іммігрантів з інших країн вирізняються жителі таких країн:
| - Велика Британія 175,166 - Народна Республіка Китай 109,142 - Нова Зеландія 81,064 - В'єтнам 62,144 - Ліван 54,502 - Індія 52,975 - Філіппіни 52,087 - Італія 44,563 - Гонконг 36,866 - Південна Корея 32,124 | - Греція 32,021 - Сербія 31,000 - Ірландія 29,013 - ПАР 28,427 - Фіджі 26,928 - Хорватія 25,874 - Японія 22,000 - Малайзія 21,211 - Індонезія 20,562 | - Ірак 20,216 - Німеччина 19,364 - Шрі-Ланка 17,917 - Угорщина 17,000 - США 16,900 - Єгипет 16,238 - Боснія-Герцеговина 15,000 - Зімбабве 15,000 - Самоа 13,991 |

### Мови міста
Більшість жителів міста є носіями англійської мови, але багато хто володіє і другою мовою. Найпоширенішими в місті є арабська мова (переважно ліванський діалект), китайська мова (в основному кантонський і мандаринський діалект) та грецька мова. Сідней сьомий у світі за величиною частки іноземців, іммігранти становлять 75 відсотків щорічного приросту населення Сіднея.

### Релігія у місті
За переписом 2006 р., найпоширенішими релігійними групами були: католики (29,1 %), англіканці (17,9 %), православні (4,3 %), мусульмани (3,9 %), буддисти (3,7 %) і австралійської церкви об'єднання (3,4 %). Ще 1,7 відсотка були індуси і 0,9 відсотка були євреї, а 14,1 % заявили про непричетність до жодної релігійної групи, загалом, 64 % респондентів заявили себе приналежними до християнського віровчення.

### Українці Сіднея

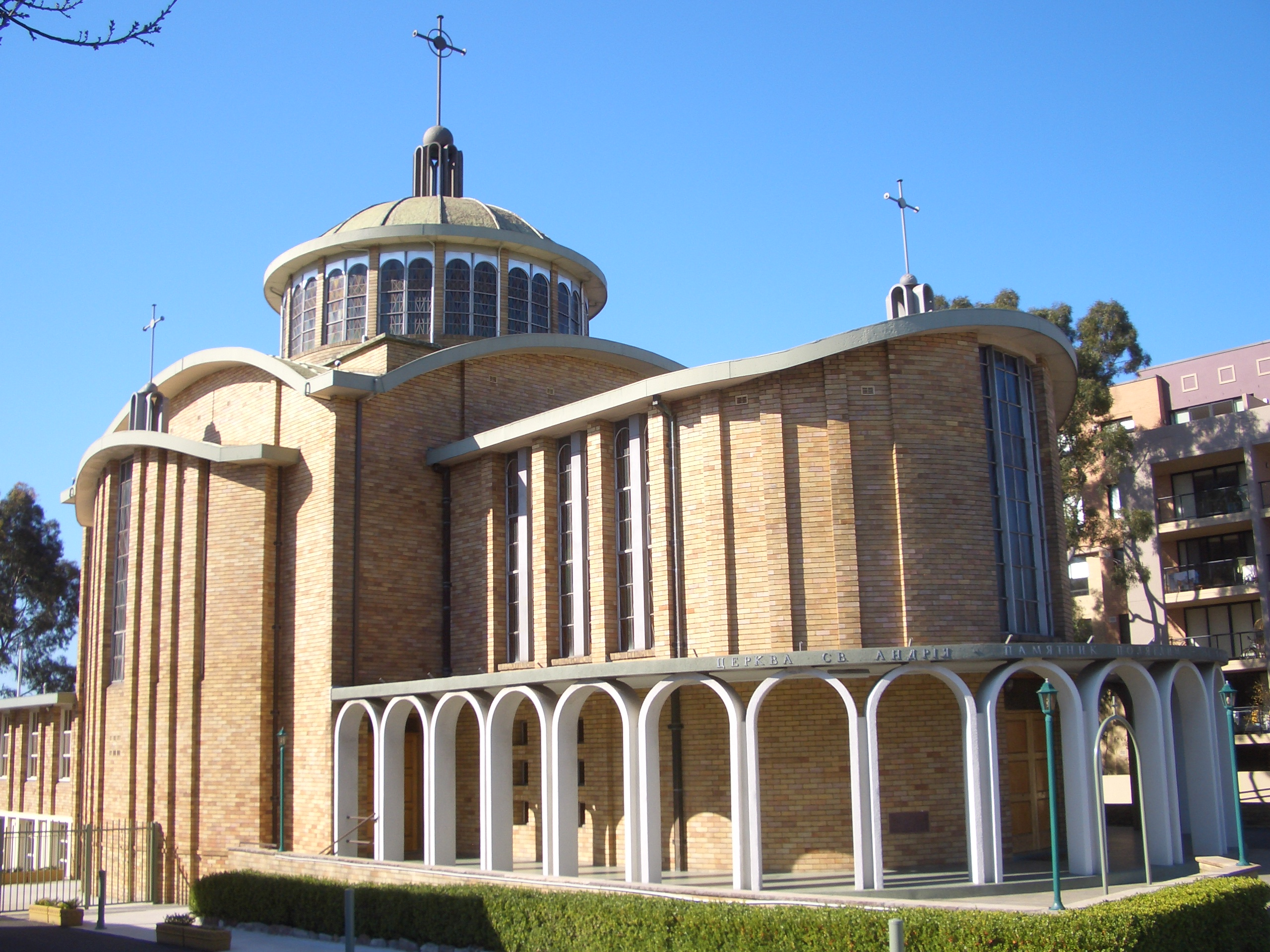
Українська католицька церква в Лідкомбі

Сідней містить найбільше скупчення українців у Австралії — від 6 до 8 тисяч чоловік. Українці почали переселятися до околиць Сіднею, або у штат Новий Південний Уельс з кінця 1940-х років, переїжджаючи з таборів для переселенців. Деякі табори, як-от Чулора, існували й у самому Сіднеї. Українські емігранти розпорошилися по різних районах міста. Проте, у деяких, насамперед у Лідкомбі, скупчилися в більшому числі. Існували й існують малі українські скупчення в передмістях Бенкставн, Горнсбі, Кабраматта, Меррілендс, Рефрерн, Сейнт Меріс, Сефтон, Гомбуш та ін. У Сіднеї знаходиться великий цвинтар Руквуд (англ. Rookwood) з окремими секціями для українських православних і католиків (понад 2 000 могил). У передмісті Сіднея Ферфільді споруджено пам'ятник імігрантам (автори: брати Л. і Ю. Денисенки).

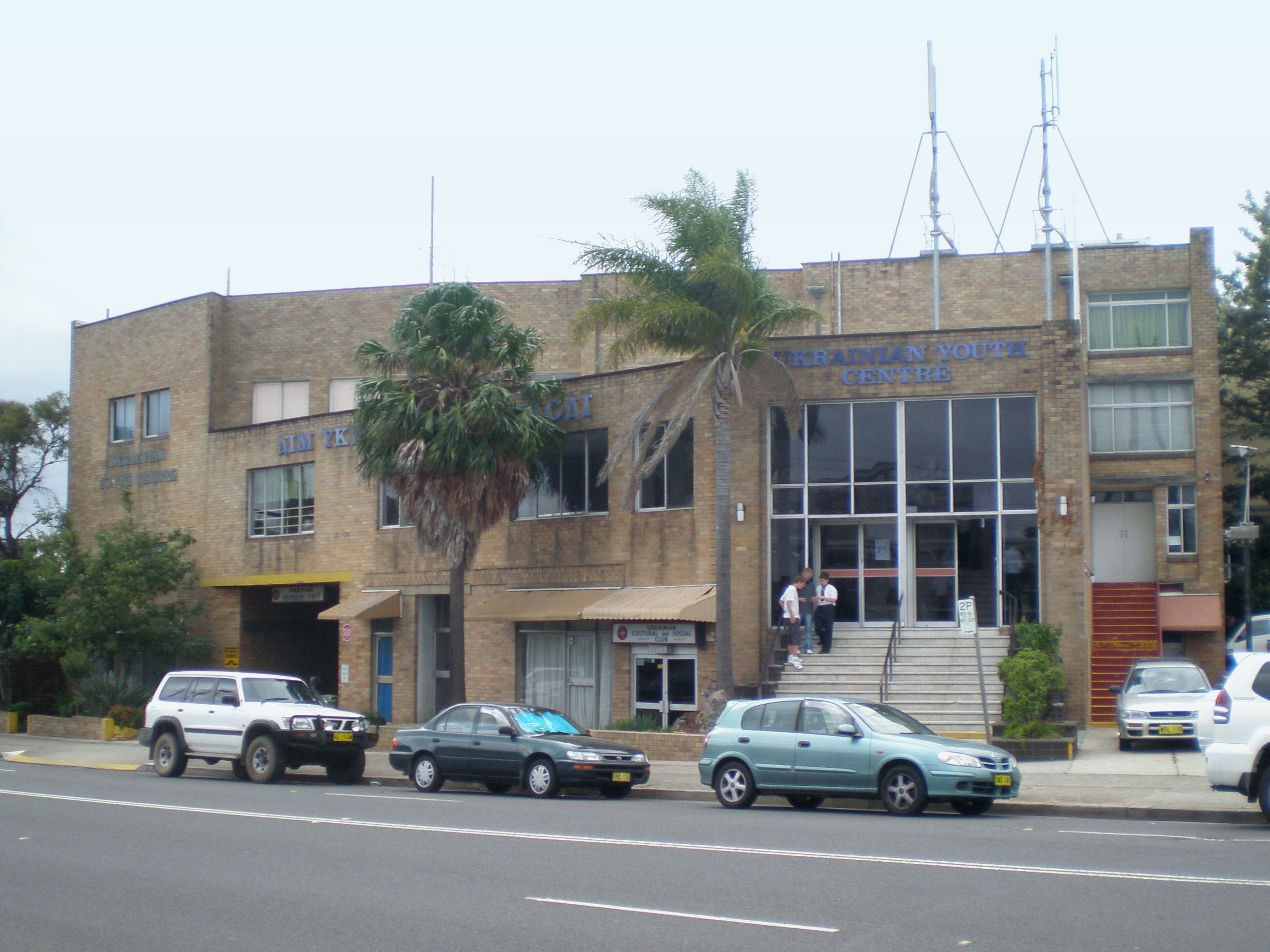
Дім Української Молоді в Лідкомбі. 2009 р.

Національне й релігійне життя концентрується в Лідкомбі (англ. Lidcombe): українська католицька церква святого Андрія, три православні церкви, низка українських громадських і культурних товариств та шкіл, Український народний дім, кредитна спілка «Карпати», тижневик «Вільна думка» (видається з 1949 року).
Існує Українська Автокефальна Православна Церква в Діаспорі, Парафія св. Афанасія, Парафія Покрови Пресвятої Богородиці i Парафія св. Преображення.

#### Померли
- Борис Михайло — районовий провідник ОУН Ярославщини, тереновий провідник ЗЧ ОУН в Австралії.

## Економіка

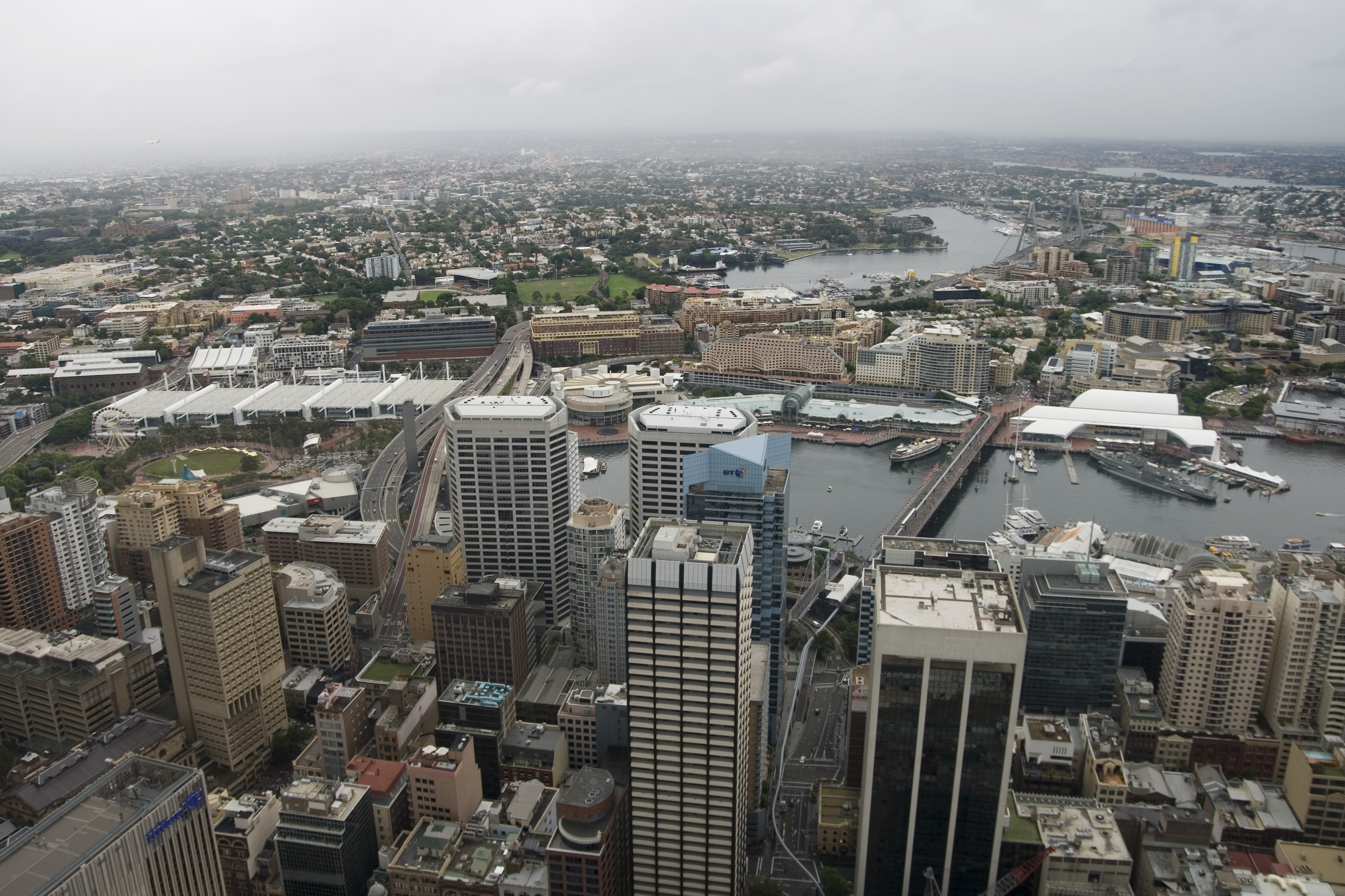
Центр міста і Дарлінг Гарбор

Сідней є економічною столицею Австралії, у місті розташовані штаб-квартири багатьох транснаціональних корпорацій, Австралійська фондова біржа.
Щільність населення Сіднея досить низька, що пов'язано з низкою історичних причин. По-перше, з самого початку Сідней був оточений великою кількістю нічийних земель, які заселяли новоприбулі мешканці міста. По-друге, швидкий розвиток громадського транспорту в Сіднеї зробив можливим поселення робітників на значній відстані від промислових районів.
Сідней стоїть на місці першої колонії європейців в Австралії. Головною архітектурною пам'яткою та найвідомішою спорудою Сіднея є Сіднейський оперний театр.

## Транспорт
Основу громадського транспорту міста складає розвинена мережа ліній приміських потягів з численними підземними ділянками в центрі міста. Також у місті є класичний метрополітен, перша лінія якого відкрилася у 2019 році .

## Культура

### Музеї
- Австралійський музей
- Австралійський національний морський музей
- Художня галерея Нового Південного Уельсу

## Освіта
У Сіднеї діють шість державних університетів:
- Університет Сіднея,
- Університет Нового Південного Уельсу,
- Технологічний університет Сіднея,
- Університет Маккуорі,
- Університет Західного Сіднея,
- Австралійський католицький університет.

П'ять державних університетів з інших міст мають свої кампуси в Сіднеї, де вчаться як іноземні, так і місцеві студенти:
- Університет Нотр-Дам в Австралії,
- Університет Центрального Квінсленду,
- Університет Вікторії,
- Університет Вуллонгонга,
- Університет Ньюкасла.

Університет Чарльза Стерта і Університет Південного Хреста, які також є державними, мають у місті свої кампуси, де вчаться тільки іноземні студенти.

## Міста-побратими
- Флоренція (італ. Firenze), Італія
- Сан-Франциско, Каліфорнія, США

## Цікаві факти
- Сідней досить детально показаний з боку затоки в мультфільмі «У пошуках Немо».
- У Сіднеї знаходяться кілька найвпізнаваніших пам'яток Австралії, наприклад, Сіднейська опера та міст Харбор.
- На честь міста названо астероїд 15550 Сідней [33].

## Відомі уродженці та жителі
- Марія Маккіллоп (1842—1909) — католицька свята, перша канонізована Католицькою церквою австралійка.
- Микола Свідерський (1892—1951) — член Української Центральної Ради.
- Артур Бенджамін (1893—1960) — австралійський композитор, педагог і піаніст.
- Джон Ферроу — американський кінорежисер і сценарист австралійського походження.
- Артур Бертрам Чендлер (1912—1984) — австралійський письменник-фантаст.
- Джоан Сазерленд (1926—2010) — австралійська оперна співачка.
- Род Тейлор (1930—2015) — австралійський і американський актор.
- Джон Говард (* 1939) — 25-й прем'єр-міністр Австралії (1996—2007).
- Брюс Бересфорд (1940) — австралійський кінорежисер, режисер, продюсер.
- Браян Браун (1947) — австралійський актор.
- Дженніфер Роу (англ. Jennifer Rowe) (1948), також відома як Емілі Родда — популярна австралійська письменниця.
- Дарлін Чек (англ. Darlene Zschech) (1965) — автор християнських пісень, пастор.
- Г'ю Джекман (1968) — австралійський актор.
- Пета Вілсон (1970) — австралійська акторка і модель.
- Тоні Коллетт (1972) — австралійська акторка.
- Джоел Едгертон (1974) — австралійський актор, продюсер і сценарист.
- Белінда Еммет (1974—2006) — популярна австралійська актриса, співачка та радіоведуча.
- Мел Ріппон (1981) — австралійська ватерполістка, олімпійська медалістка.
- Лорен Г'юїтт (англ. Lauren Hewett) (1981) — австралійська актриса.
- Фібі Тонкін (1989) — австралійська акторка та модель.
- Індіана Еванс (1990) — австралійська акторка та співачка.